# Après Skihut
Après Skihut is een feestcafé in Rotterdam, gevestigd aan het stadhuisplein.
Het horecabedrijf ontleent zijn naam aan de feestcultuur van de skihutten in wintersportlanden.

## Geschiedenis
Op 30 januari 1997 werd feestcafé Après Skihut in Rotterdam geopend door horecaondernemer Chiel Jongejan, (mede-)eigenaar van een aantal andere horecagelegenheden in Rotterdam zoals De vrienden live, Café Fout, The VIP Room, De Beurs en het in 2018 geopende Scharrels en schuim.
In 2000 werd een tweede horecabedrijf onder de naam Apres Skihut geopend in de Delftsestraat in Rotterdam (sinds 2012 gesloten). Het kreeg de naam Grote Apres skihut. Verdere uitbreiding volgde door opening in 2005 van de uitgaansgelegenheid Waterskihut in Hoek van Holland.
Het horecabedrijf organiseerde in de jaren 2000–2014 wekelijks Apres ski tours op diverse locaties in Nederland en zorgde jaarlijks voor een Go Après Ski-feest in onder andere de Brabanthallen en Ahoy.
In begin 2019 kwam het bedrijf in het nieuws nadat slechts een tijdelijke omgevingsvergunning werd verstrekt in verband met problematiek rondom geluidsnormen omdat op zeer korte afstand 218 studentenwoningen waren gebouwd zonder afdoende isolatie tegen het feestgedruis.
Tijdens de Corona Lockdown in 2020 kwam er elke avond een Stream met Apres skihut FeestTV, waarin kijkers muziek konden aanvragen voor een donatie.

## Activiteiten
Het bedrijf brengt ook in eigen beheer cd's uit met feestmuziek, die dan de naam Après Skihut plus een volgnummer krijgt. De muziek op deze cd's, alsmede de gehele muziekstijl, wordt vaak simpelweg Après Ski of Skihut genoemd.
Het horecabedrijf had en heeft een aantal dj's in dienst die gespecialiseerd zijn in het draaien van feestmuziek, waaronder in de beginjaren DJ Maurice.
Diverse artiesten traden en treden op in de Après Skihut en verlenen hun medewerking aan nummers op de cd's, zoals bijvoorbeeld de Boswachters, Het Feestteam, Gebroeders Ko, De Sjonnies, Zware Jongens, Dikdakkers, Helemaal Hollands, Jettie Pallettie en One Two Trio.

## Wetenswaardigheden
In 2006, 2011 en in 2015 won het horecabedrijf de nationale Nightlife Award voor populairste feestcafé/uitgaansgelegenheid.